# メイプルストーリーDS
メイプルストーリーDSは韓国で2010年4月15日に発売されたニンテンドーDS用アクションロールプレイングゲームである。

## 概要
PC版メイプルストーリーの横スクロールアクションをニンテンドーDSに移植した作品。
NEXONが2007年1月に製作・発売を発表した。日本では、2011年11月17日に発売。

## ゲーム内容
PC版のシステムをもとに、戦士、魔法使い、弓使い、盗賊の4人の主人公たちの運命を描いたオリジナルストーリー。「ポータル」の異常が発端となり、女神の時計塔や古代宝石「ルビアン」をめぐる冒険をしていくという物語。
PC版と同じくアバターが多数あり、仲間（コンピューター）と共に闘うタッグシステム、4人それぞれの物語が交差するデジャヴシステムといった機能などが追加されている。また、公式サイトで製品認証をすることで、PC版でアイテムを入手する事が出来るようになる予定。

## 登場キャラクター
戦士
父が残したルビアンのかけらを守れば、いつかは世界を救えるはずと信じているペリオンの戦士。
盗賊
カニングシティでメイプルエージェントをしている。幼いころの記憶がほとんどない。孤児。シャレニアン遺跡で出土した石板を解読ができた。
弓使い
ヘネシスの家系に生まれ、弓の腕前の一流だが、傲慢な性格の持ち主。ルビアンを活性化させる歌を口ずさめる。
魔法使い
エリニア長老の孫。魔法に優れた素質を持っているが、何事にも優柔不断で自信のない性格。杖の先の石がルビアンだと知る。
マンジ
すべての物事を知り尽くしているかのようなペリオンの情報屋。実はルビアンである。
女神
いたるところでいきなり現れ弓使いなどに近付く。
リナ
盗賊と同じメイプル組合で働くメイプルエージェント。年は若いが物事など道理に明るいしっかり者。
ハッチ
ペリオンで戦士と一緒に育った無二の親友。ルビアンに操られリネスの手下となる。
リネス
シャレニアン遺跡を発掘する発掘団の団長。ルビアンを集めようとしている。